# 明星三缺一
《明星3缺1》，是臺灣鈊象電子股份有限公司所發行的一款線上互動遊戲，遊戲主題是提供終端使用者透過網際網路的連接來進行麻將技巧的切磋。這也是臺灣第一款以麻將為主題的手機連線遊戲，並於民國一百零六年（2017年）與民國一百零七年（2018年）連續兩年獲得美商蘋果電腦公司app store列為前10大遊戲，其遊戲地位被網友認為是台灣地區麻將遊戲之首。

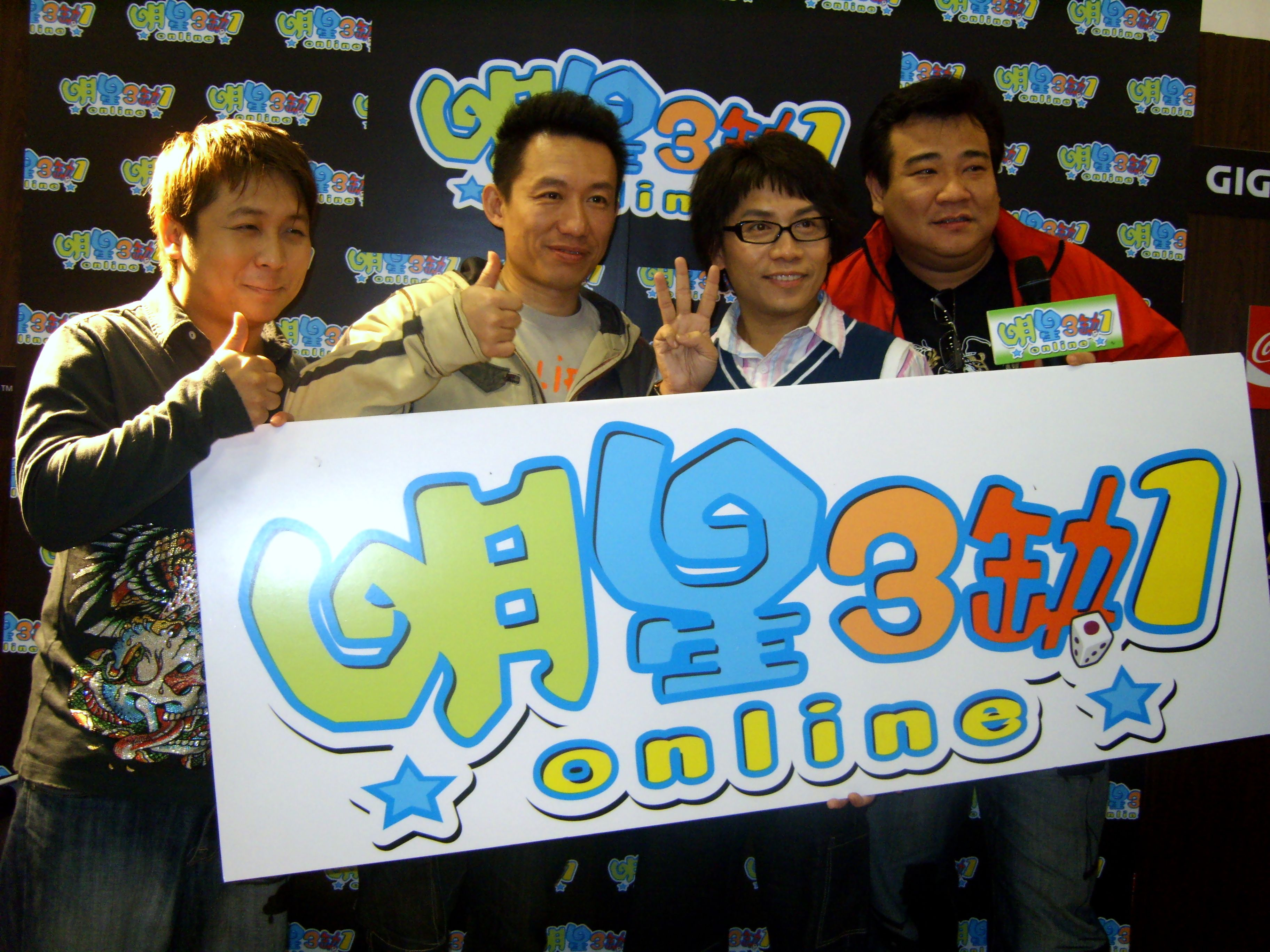
2008台北國際電玩展，《明星三缺一Online》的宣傳活動

## 版本
- 《明星3缺1》［單機及網路對戰］
- 《明星3缺1 2002》［單機及網路對戰］
- 《明星3缺1Online》［網路對戰］
- 《新明星3缺1》［網頁遊戲］
- 《明星3缺1移動版》［網路對戰］
- 《明星3缺1 Mobile版》［網路對戰］

## 遊戲

### 主要遊戲
- 明星3缺1台灣16張麻將
- 明星大老二
- 明星13支
- 王牌接龍
- 四川麻將血流成河
- 明星捕魚
- 各式SLOT老虎機

### 小遊戲
- 麻將俄羅斯
- 方城明星臉
- 骰子滾滾樂
- 麻將智多星
- 明星鬥地主

## 主要角色
- 胡瓜
- 莎莎
- 丫頭(詹子晴)
- 吳宗憲
- 郭子乾
- 徐展元
- 包租婆
- 蔡康永
- 愷樂(蝴蝶姊姊)
- 羅志祥
- 浩角翔起
- KID
- 沈玉琳
- 納豆
- 小甜甜
- 蔡阿嘎
- 王彩樺
- 陳亞蘭
- 全聯先生
- 謝金燕
- 陳漢典
- 吳孟達
- 馬如龍
- 蕭薔
- 蔡頭
- 張菲
- 愛紗
- 林美秀
- 江國賓
- 曾智希
- 翁立友
- HowHow
- Ella陳嘉樺
- 玖壹壹
- 盛竹如
- 豬哥亮
- 倪小龍（原創角色）
- 電影通（原創角色）
- 露露（原創角色）
- 蘭若（原創角色）
- 史豔文
- 藏鏡人
- 劍無極
- 黑白郎君

## 其他角色
- 從從
- 曾國城
- 胡瓜
- 瑪莉亞
- 包租公
- 徐華鳳
- 楊思敏
- 小S
- 張柏芝
- 曾志偉
- 吳君如
- 鄭裕玲
- 豬哥亮
- 夏禕
- 鍾甄
- 洪都拉斯
- 黃力成
- 小禎
- 董伯伯-原創角色(2003版)
- 劉文衝-原創角色(2004版)
- YA教授-原創角色(2004版)
- 熊貓王-原創角色(2016版)

## 廣告代言
目前在各大媒體平台所播出的聲音廣告中，有聽到陶晶瑩等演藝明星的聲音。

## 外部連結
- 鈊象電子 （页面存档备份，存于）
- Game 淘遊戲台灣官方網站 （页面存档备份，存于）
- 明星三缺一介紹 （页面存档备份，存于）
- 明星三缺一宣傳影片
- 明星三缺一遊戲影片 （页面存档备份，存于）